# Шотландська п'єса

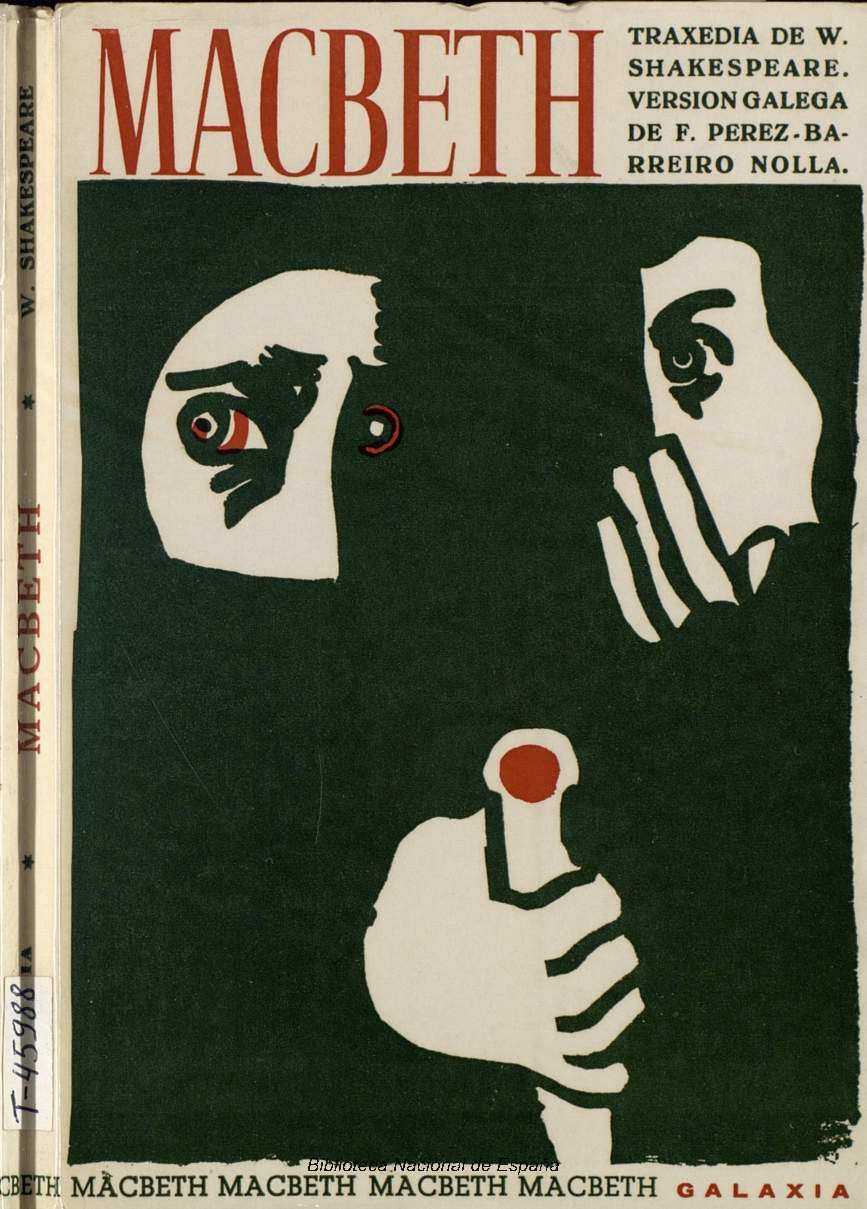
Обкладинка книги 1972 року видання Макбета галісійською мовою

«Шотландська п'єса» (англ. The Scottish play) або «п'єса Барда» (англ. the Bard's play) — евфемізми для позначення п'єси «Макбет» Вільяма Шекспіра. Перший евфемізм посилається на місце дії п'єси — Шотландію, другий — на популярний псевдонім Шекспіра.
Згідно з театральним забобоном, який називається «шотландське прокляття» (англ. the Scottish curse), промовляння імені «Макбет» у театрі, якщо це не передбачено сценарієм під час репетиції або виступу, призведе до катастрофи. Один із варіантів забобону також забороняє цитувати репліки з п'єси в театрі, за винятком репетиції чи виконання п'єси.
Через цей забобон головного героя п'єси часто називають Шотландським королем (англ. Scottish King) або Шотландським лордом (англ. Scottish Lord). Леді Макбет часто називають Шотландською леді (англ. Scottish Lady).

## Походження
Традиційним походженням забобону вважається прокляття, що накладене на п'єсу шабашом відьом, розгніваних на Шекспіра за використання справжнього заклинання. Одна з гіпотез походження цього забобону полягає в тому, що Макбет, будучи популярною п'єсою, часто ставилась театрами, які опинилися у скрутній фінансовій ситуації, або що високі витрати на постановку Макбета ставали причиною фінансових проблем у театрів. Це породило зв'язок між постановкою Макбета та закриттям театрів.

## Ритуали для захисту від прокляття
Якщо назву п'єси промовляють у театрі, то традиція вимагає, щоб особа, яка її сказала, виконала традиційні ритуали очищення. Вважається, що ці ритуали повинні відвернути зло, яке накликається промовлянням назви п'єси.
Ритуали включають триразовий поворот навколо себе, плювки через ліве плече, лайку або декламацію рядків з іншої п'єси Шекспіра. Серед таких рядків використовують: «Пречисті сили неба, крийте нас!» (англ. Angels and ministers of grace defend us) (Гамлет, дія 1, сцена 4), «А як ми вам не вгодили» (англ. If we shadows have offended) (Сон літньої ночі, дія 5, сцена 2) або «Хай же вас не кидають думки веселі!» (англ. Fair thoughts and happy hours attend on you) (Венеціанський купець, дія 3, сцена 4). Більш складний ритуал вимагає вийти із будівлі театру, повернутися навкруги і обструситися, а також вимовити «Макбет» тричі, перш ніж знову увійти. Деякі театральні трупи вважають, що порушник традиції не може знову входити до театру, поки його не запросять, тому так часто карають порушників, залишаючи їх на вулиці.
Ритуал зображений у фільмі 1983 року «Костюмер», в якому актор Сер порушив традицію, а його костюмер Норман керує ритуалом очищення.
Ритуали очищення неодноразово пародіювалися в популярній культурі, зокрема в серіалах «Чорна гадюка», «Пращі та стріли», «Сімпсони», «Західне крило» і «Make It Pop». Наприклад, в епізоді «Розум і слабоумство» серіалу «Чорна гадюка» пародійний ритуал, який виконують двоє акторів, включає в себе плескання один одного в долоні, під час якого швидко промовляють «Hot potato, orchestra stalls, Puck will make amends», після чого слід ущипнути один одного за носа. У фільмі «Пращі та стріли» запрошена режисерка висміює забобони, вимовляючи слово «Макбет» на сцені, обертається і падає під час третього обертання, що призводить до травми, яка виводить її з ладу на решту сезону. У «Сімпсонах» головні герої запрошені на виставу Ієна Маккеллена. Сім'я вимовляє назву знову і знову, що лише посилює нещастя, які спіткають актора, зокрема, в нього влучає блискавка, а з вивіски падають літери «MAC» (залишаючи «BETH»).
Патрік Стюарт у радіопрограмі «Ask Me Another» заявив, що «якщо ви зіграли роль шотландського тана, то вам дозволено вимовляти назву в будь-який час і будь-де».

## Історичні нещастя
Серед відомих нещасть: бунт на Астор-плейс у 1849 році; травми, отримані акторами на виставі 1937 року в театрі «Олд Вік» з Лоуренсом Олів'є в головній ролі; випадкове падіння Діани Віньяр в 1948 році та опіки Чарлтона Гестона в 1954 році.
Англійський актор Гарольд Норман був смертельно поранений у бою на мечах під час вистави «Макбета» в лондонському театрі «Репертуар» 30 січня 1947 року. Через 3 тижні він помер у лікарні.
2 грудня 1964 року згорів Національний театр королеви Марії II у Лісабоні, Португалія. У той час там грали п'єсу «Макбет».
У 1980 році була поставлена постановка «Макбет» у «Олд Вік» з Пітером О'Тулом у головній ролі, якого часто називають Macdeath (від англ. death — смерть). Його так погано оцінили, що невдовзі після вистави театр розпався.
Невдачі на зйомках фільму «Опера» наштовхнули його режисера Даріо Ардженто на думку, що на фільм вплинуло прокляття Макбета: опера, що виконується у фільмі, — «Макбет» Джузеппе Верді.
У 1988 році болгарський співак, тренер і перекладач Банчо Банчевський покінчив життя самогубством під час денної постановки опери Джузеппе Верді «Макбет». Він перекинувся через перила балкона Метрополітен-опери в Нью-Йорку.
Арі Астер, сценарист і режисер фільму «Спадковість», сказав, що під час зйомок «Алекс Вольфф сказав мені не вимовляти вголос назву шотландської п'єси Вільяма Шекспіра через якусь забобонну театральну легенду. Я самовдоволено вимовив це ім'я, а потім один з наших світильників спалахнув під час зйомки наступної сцени».
На 94-й церемонії вручення премії «Оскар» Кріс Рок привітав Дензела Вашингтона із його грою у Трагедії Макбета, промовивши вголос назву шотландської п'єси в театрі «Долбі». Через кілька хвилин Вілл Сміт ударив Рока після того, як той пожартував про дружину Сміта, Джаду Пінкетт-Сміт. Глядачі, у тому числі драматург Лінн Ноттедж, жартували у соціальних мережах, що Рок поніс прокляття шотландської п'єси.